# Apsilochorema zimmermani
Apsilochorema zimmermani là một loài Trichoptera thuộc họ Hydrobiosidae. Chúng phân bố ở miền Australasia.